# Jane Greer

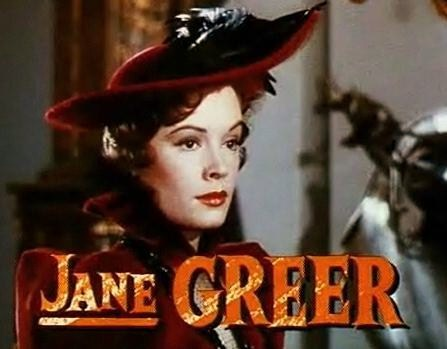
Jane Greer in The Prisoner of Zenda

Jane Greer (Washington, 9 september 1924 - Los Angeles, 24 augustus 2001) was een Amerikaanse film-en televisieactrice die misschien wel het bekendst is voor haar rol als femme fatale Kathie Moffat in de film noir Out of the Past uit 1947. Toen in 1984 een remake verscheen van die film, Against All Odds, speelde zij de moeder van dat personage.

## Carrière
Jane Greer was eerst bigband-zangeres. In 1942 werd zij opgemerkt door Howard Hughes toen ze poseerde voor het tijdschrift Life. Zij kreeg een contract bij RKO Pictures, voor wie zij twee films met Robert Mitchum draaide: Out of the Past (1947), in de rol van "femme fatale", en The Big Steal (1949).
In de loop van haar carrière speelde zij in achtentwintig Amerikaanse films (1945 tot 1996), en in zeventien tv-series (1953 tot 1990). Een van haar bekendste films is The Prisoner of Zenda uit 1952.  
Voor haar bijdrage aan de cinema, werd een ster aan haar gewijd op de Walk of Fame van de Hollywood Boulevard.

## Filmografie
- Bibsys: 97050215
- Biblioteca Nacional de España: XX1108115
- Bibliothèque nationale de France: cb140399182 (data)
- Gemeinsame Normdatei: 1165268019
- International Standard Name Identifier: 0000 0000 6302 2152
- Library of Congress Control Number: n86041439
- Nationale Bibliotheek van Tsjechië: xx0173583
- Nationale bibliotheek van Australië: 35488398
- Nationale Bibliotheek van Israël: 987007317414605171
- Nederlandse Thesaurus van Auteursnamen: 288287398
- SNAC: w6t75s94
- Système universitaire de documentation: 059568151
- Virtual International Authority File: 46961804
- WorldCat: E39PBJtGWJgX4jkMW7vbvMQ6rq